# بن أشك (غوهران)
بن أشك (بالفارسية: بن اشک) هي قرية تقع في إيران في قسم غوهران الريفي. يقدر عدد سكانها بـ 36 نسمة .